# 고테사시촌
고테사시촌(小手指村)은 사이타마현 이루마군에 존재했던 촌이다. 

## 지리
- 현재의 도코로자와시 서부에 해당한다.

### 철도
- 무사시노 철도 (현재의 세이부 철도)
  - 무사시노선 (현재의 세이부 이케부쿠로선)
  - 야마구치선 (현재의 세이부 사야마선)

## 역사
- 1889년 4월 1일 - 정촌제 시행에 수반해 고테사시촌이 성립하였다.
- 1915년 4월 15일 - 무사시노 철도 무사시노선이  개통하였다.
- 1943년 4월 1일 - 도코로자와정, 마쓰이촌, 야마구치촌, 아즈마촌, 도미오카촌과 합병해, 새로운 도코로자와정이 성립하여, 소멸하였다.

## 관련문헌
- 「北野村 小手指原」『新編武蔵風土記稿』 巻ノ158入間郡ノ3、内務省地理局、1884年6月。NDLJP:764001/72。